# 天津增廿四
狐狸座31，又名BD+26 4017，HD 198809、SAO 89228、HR 7995，是狐狸座的一颗恒星，视星等为4.59，位于銀經71.31，銀緯-10.98，其B1900.0坐标为赤經20h 47m 50.8s，赤緯+26° -10.98′ 21″。